# Каменна Річка
Каменна Річка (рос. Каменная Речка) — селище у Троїцькому районі Челябінської області Російської Федерації.
Входить до складу муніципального утворення Ключевське сільське поселення. Населення становить 642 особи (2010). Населений пункт розташований на землях українського культурного та етнічного краю Сірий Клин.

## Історія
Від 20 лютого 1924 року належить до Троїцького району Челябінської області.
Згідно із законом від 28 жовтня 2004 року органом місцевого самоврядування є Ключевське сільське поселення.

## Населення
| 2002 | 2010 |
| ---- | ---- |
| 776  | ↘642 |